# Bastionul Curelarilor din Brașov

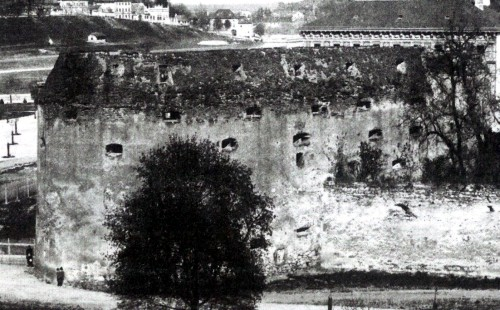
Bastionul Curelarilor în anul dărâmării (1887)

Bastionul Curelarilor a fost o fortificație în formă de potcoavă, de peste 40 m lungime și 14 până la 17 m lățime, aflată în nord-vestul cetății Brașovului. Perimetrul exterior măsura 102 m, iar înălțimea zidurilor era de 15 m. Zidurile măsurau la bază peste 4 m în grosime, care se reducea apoi până la doi metri. Potrivit inventarului armamentului orășenesc din anul 1562, în Bastionul Curelarilor existau la acea dată 31 de puști grele (bombarde), 5 puști de mână, un tun mic și 1½ chintale praf de pușcă. Prima mențiune documentară a fortificației datează din anul 1525. Ca și Bastionul Țesătorilor și Bastionul Fierarilor, Bastionul Curelarilor avea trei nivele și un turn de observație. Incendiul din 1689 a lăsat neatinsă fortificația. Ruinat în mare parte, a fost demolat în anul 1887, pe locul lui construindu-se Casa Baiulescu.